# 納哈奇刺尻魚
納哈奇刺尻魚，為輻鰭魚綱鱸形目鱸亞目蓋刺魚科的其中一個種，被IUCN列為近危保育類動物。

## 分布
本魚僅分布於強斯頓環礁。

## 深度
水深25至75公尺。

## 特徵
本魚體側扁，呈橢圓形，頭下半部、胸部、尾柄、胸鰭、腹鰭及尾鰭為金黃色，頭上半部、身體、背鰭及臀鰭為從紫色至深藍色，額部具數條不規則寶藍色斑紋，背鰭及臀鰭具寶藍色邊緣，背鰭硬棘14至15枚；背鰭軟條16枚；臀鰭硬棘3枚；臀鰭軟條17枚；脊椎骨24個，體長可達9公分。

## 生態
本魚棲息於臨海的斜坡的碎石上，喜成群地活動。

## 經濟利用
可做為觀賞魚。